# Euproctis malaisei
Euproctis malaisei är en fjärilsart som beskrevs av Collenette 1960. Euproctis malaisei ingår i släktet Euproctis och familjen tofsspinnare. Inga underarter finns listade i Catalogue of Life.